# Капіляріоз
Капіляріоз (англ. Capillariasis, також Капіляріаз, також Кишковий капіляріоз) — гельмінтоз з групи нематодозів, який спричинює нематода Capillaria philippinensis. Капіляріоз — одна з найпоширеніших причин порушення всмоктування поживних речовин (мальабсорбції) серед мешканців Східної півкулі.

## Історичні факти
Перший випадок був зареєстрований у 1963 році на Філіппінах, і понад 1000 пацієнтів були там виявлені, 100 з них померло між 1967 і 1969 роками. Після цього з різних куточків країни було повідомлено про багато випадків та серій випадків. Найбільшим спалахом було 100 випадків у провінції Сісакет у 1983 році. 

## Етіологія
Збудник належить до нематод. Вважається, що природний життєвий цикл C. philippinensis залучає риб як проміжних хазяїв, а птахів, що харчуються рибою, як остаточних хазяїв. Люди заражаються C. philippinensis, харчуючись зараженою рибою в сирому вигляді.

## Патогенез
У людини гельмінти пошкоджують клітини кишкової стінки. Це заважає засвоєнню поживних речовин і підтримці належного електролітного балансу. Неліковані випадки хвороби часто стають фатальними.

## Клінічні прояви
Розвивається водяниста діарея, яка призводить до різного ступеню дегідратації. Спостерігається біль та бурчання у животі, набряки, втрата ваги.

## Діагностика
Ґрунтується на виявленні у фекаліях за допомогою світлової мікроскопії яєць та личинок гельмінта. Іноді проводиться біопсія слизових оболонок під час езофагогастродуоденоскопії чи колоноскопії.

## Лікування
Найефективнішими вважаються альбендазол і мебендазол від 14 до 30 днів. Більшість пацієнтів видужує. Менш ефективним є тіабендазол.

## Профілактика
Профілактика ґрунтується на уникненні вживання в їжу дрібної, не патраної, сирої риби. Проте в ендемічних районах поширення C. philippinensis такі харчові уподобання звички є загальними, що і практикуються впродовж багатьох поколінь.